# Фаат Закиров
Фаат Закиров е руски колоездач от узбекски произход.

## Биография
Роден е на 3 януари 1974 година в гр. Андижан, Узбекска ССР.
По време на кариерата си Закиров се състезава за отбори от Русия, Словения, Полша, Италия.
През 1999 и 2000 година спечелва наградата за най-добър състезател до 23 години в Обиколката на Македония. През 2000 година завършва на 2-ро място в Обиколката на България и спечелва колоездачното състезание на шосе „Дружба между народите от Северен Кавказ“. През 2001 година спечелва Обиколката на Словения. През 2002 година завършва на 3-то място в Обиколката на Апенините.
С неговото име е свързан допинг скандал. През 2002 година, по време на Обиколката на Италия, Закиров е уличен в употребата на забранени вещества. Той и италианецът Роберто Сгамбелури дават положителни проби за употреба на веществото NESP. Стават първите професионални колоездачи, които са уличени да употребяват тази усъвършенствана форма на еритропоетина.